# Munot
Munot je kruhová pevnost ze 16. století na jihu švýcarského města Schaffhausen. Je obklopena vinicemi a je uznávána jako symbol města. Je to, vedle Rýnských vodopádů a renesančního jádra města, největší turistická atrakce Schaffhausenu.